# Waldemar Cordeiro
Waldemar Cordeiro (Roma, 12 de abril de 1925 — São Paulo, 30 de junho de 1973) foi um artista plástico, designer, ilustrador, paisagista, urbanista, jornalista e crítico de arte ítalo-brasileiro. Estudante do Liceu Tasso e da Academia de Belas Artes de Roma, criou, durante o regime fascista italiano, vínculo com membros do Partido Comunista Italiano, mantendo esta posição ideológica por toda sua vida. Fixando-se no Brasil nos anos 1940, participa da exposição inaugural do Museu de Arte Moderna de São Paulo e da primeira edição da Bienal Internacional de Arte de São Paulo. Cordeiro é conhecido principalmente por ter sido teórico e líder do grupo artístico Ruptura, marco do Concretismo no Brasil, e por ter sua participação no Grupo Rex, cerne da Nova Figuração brasileira.